# Scudo di Capitan America

Lo scudo di Capitan America

Lo scudo di Capitan America (Captain America's shield) è un oggetto immaginario dei fumetti Marvel Comics comparso per la prima volta in Captain America Comics (Vol. 1) n. 1 (marzo 1941).
Lo scudo è il principale strumento difensivo ed offensivo del supereroe Capitan America, raramente visto senza di esso. Nel corso degli anni il personaggio si è servito di diversi scudi di varia composizione e design il primo dei quali, di forma triangolare, è stato sostituito dopo una sola pubblicazione dalla Timely Comics, antesignana della Marvel, poiché troppo simile al logo del personaggio MLJ Magazines The Shield, cosa che ha portato alla creazione del celebre scudo circolare che ha esordito in Captain America Comics (Vol. 1) n. 2 (aprile 1941).

## Storia

### Lo scudo originale

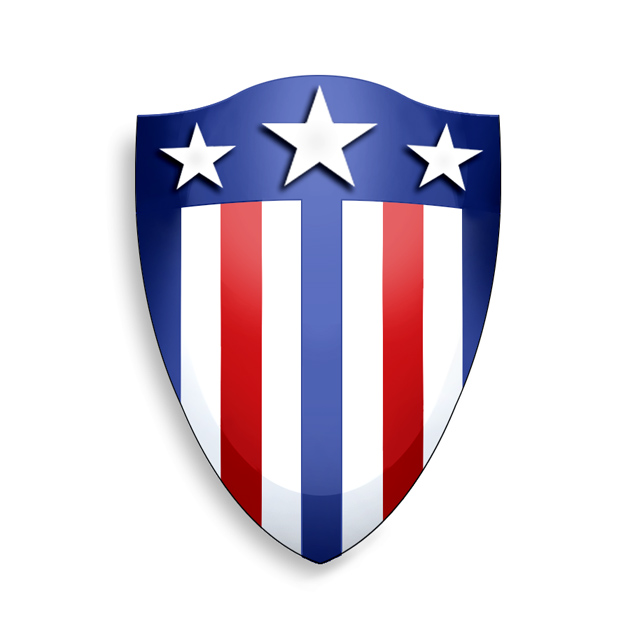
Il primo scudo di Capitan America

Il primo scudo con cui è stato equipaggiato Capitan America dopo la sua trasformazione in supersoldato è di forma triangolare, simile a un distintivo, realizzato in una lega antiproiettile e dipinto con due strisce verticali rosse, tre blu e quattro bianche nella metà inferiore, e tre stelle bianche su fondo blu nella metà superiore. Nel 1941, durante una missione nella nazione nordafricana di Wakanda, Capitan America collabora con re T'Chanda aiutandolo a respingere un'invasione nazista capeggiata dal Teschio Rosso e dal Barone Strucker, guadagnandosi il rispetto del sovrano ed ottenendo in dono un campione di vibranio, metallo con proprietà d'assorbimento uniche tipico del luogo; colpito dal gesto Cap gli dona in cambio il suo scudo triangolare, che in seguito diviene tesoro nazionale del Wakanda.
Tornato negli Stati Uniti, Capitan America riceve un secondo scudo triangolare di cui si serve fino a quando non gli viene consegnata la versione di forma circolare, che da allora diviene la sua arma caratteristica, mentre il secondo scudo triangolare, come molti altri effetti personali di Rogers, viene custodito dal governo fino a quando l'eroe viene ritrovato tra i ghiacci e rianimato, dopodiché riceve una teca nella magione dei Vendicatori finendo per essere distrutto da Mister Hyde durante l'assalto dei Signori del male del Barone Zemo che, tuttavia, molto tempo dopo lo recupera dal flusso temporale restituendolo all'eroe e facendo sì che, in seguito, sia consegnato a Eli Bradley (Patriot) dei Giovani Vendicatori.
Lo Smithsonian Institution realizza inoltre una copia perfetta dello scudo triangolare a scopo espositivo ma, dopo che Capitan America salva il museo da un attacco terroristico, la direzione glielo dona in segno di gratitudine; l'eroe a stelle e strisce si serve del suddetto scudo per un breve periodo, al termine del quale viene distrutto da un Kree.

### Lo scudo circolare

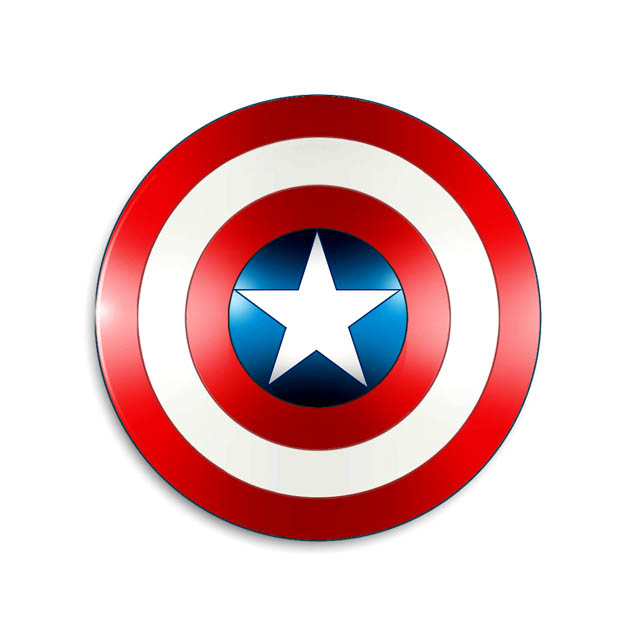
Lo scudo circolare

La versione più caratteristica dello scudo, un disco di metallo leggermente concavo, virtualmente indistruttibile e divenuto immediatamente il più usato nelle varie avventure del personaggio, viene commissionato dal governo statunitense al giovane scienziato esperto di metallurgia Myron MacLain, che compie numerosi esperimenti adoperando il campione di vibranio ottenuto da Cap in Wakanda senza però ottenere alcun risultato finché, esausto dopo l'ennesimo fallimento, si addormenta nel suo laboratorio e, al suo risveglio, scopre che l'esperimento è finalmente riuscito. Lo scienziato versa dunque la lega fusa in uno stampo destinato a fabbricare la botola della torretta di un carro armato ottenendo un disco, successivamente dipinto con cerchi concentrici rossi e bianchi culminanti in un tondo azzurro e una stella bianca nel centro. Lo scudo viene consegnato personalmente a Capitan America dal presidente Franklin D. Roosevelt
In tutta la sua vita MacLain non è mai riuscito a scoprire il fattore esterno che ha portato alla riuscita dell'esperimento, ma i suoi tentativi di riprodurlo lo portano a creare l'indistruttibile lega nota come adamantio, difatti la lega in vibranio di cui è composto lo scudo assomiglia all'adamantio primario, sebbene l'adamantio non contenga vibranio, cosa che lo rende virtualmente indistruttibile ed in grado di assorbire l'energia cinetica di qualsiasi colpo, senza danneggiarsi e senza ferire colui che lo regge. Inoltre, nel momento in cui lo scudo viene lanciato, anche dopo molti impatti successivi non perde né velocità né forza d'impatto.
In seguito alla morte di Capitan America, lo scudo viene preso in custodia da Tony Stark, neodirettore dello S.H.I.E.L.D., che cerca di convincere Clint Barton, uno dei pochi individui capaci di lanciarlo, a diventare il nuovo Cap, tuttavia l'arciere rifiuta l'offerta. Successivamente lo scudo viene rubato dal Soldato d'Inverno (Bucky Barnes) e Stark, per onorare le volontà testamentarie di Steve Rogers, offre dunque a Bucky di tenere lo scudo e divenire il nuovo Capitan America, posizione che mantiene anche dopo il ritorno di Rogers dalla morte, in quanto questi decide di lasciare definitivamente lo scudo e il ruolo all'amico.
Nel momento in cui il passato di Bucky come Soldato d'Inverno viene rivelato all'opinione pubblica e questi simula la sua morte per poter tornare ad operare in clandestinità, Steve torna a vestire i panni di Capitan America; nella successiva battaglia con il Serpente, lo scudo dell'eroe viene spezzato. ma in seguito i nani di Asgard lo riparano, infondendovi alcuni innesti di Uru e rendendolo persino più resistente di prima, sebbene rimanga una sottile crepa superficiale che Cap decide di tenere reputando che "gli fornisca carattere", ma che nelle storie successive non è quasi mai stata rappresentata nuovamente.

#### Distruggere l'indistruttibile
Nel corso della sua storia editoriale lo scudo è stato danneggiato o distrutto solo cinque volte e in tutti i casi sono stati necessari poteri di livello cosmico, in grado di manipolare la materia su vastissima scala:
- Il supercriminale Molecola, dotato di poteri di livello cosmico, in un'occasione ha dissolto lo scudo, insieme al martello di Thor, all'armatura di Iron Man e alla tavola di Silver Surfer affermando, nel farlo, che la tavola è composta di "strane molecole", che i legami atomici del martello sono dati da "forze sconosciute" e che le molecole dello scudo sono certamente "le più bizzarre". Egli ricostruisce in seguito i vari artefatti, ad eccezione dell'armatura di Iron Man poiché eccessivamente complessa[26].
- Quando il Dottor Destino acquisisce i poteri divini dell'Arcano riesce a danneggiare gravemente lo scudo ma, nel momento in cui l'Arcano reclama i propri poteri, si genera uno strano effetto collaterale che permette agli eroi di esaudire i loro desideri e Capitan America ne approfitta per ricostruire il proprio scudo[27]. Molti anni dopo, Cap scopre però che il potere cosmico non ha agito in maniera perfetta lasciando infatti una delle molecole di vibranio leggermente fuori allineamento; ad ogni nuovo impatto, l'anomalia è stata trasmessa alle altre molecole portando alla frantumazione dello scudo ed alla generazione di un'onda d'urto che, attraversando la terra, rende inerte tutto il vibranio con cui viene a contatto finché Cap, dopo aver messo insieme i frammenti del suo scudo in maniera rudimentale, tenta di fermarla parandolesi innanzi sulla "montagna sacra" del Wakanda venendo anticipato dall'essere di suono vivente Klaw che in tal modo incrementa i propri poteri per poi attaccare l'eroe a stelle e strisce, il quale si difende per riflesso con lo scudo: l'impatto del colpo incredibilmente ne riallinea le molecole riparandolo perfettamente[28].
- Thanos, impadronitosi del Guanto dell'Infinito e divenuto onnipotente fracassa lo scudo con un semplice pugno durante il combattimento con Capitan America. Successivamente Nebula usa il Guanto per cancellare tutte le azioni commesse da Thanos nelle precedenti 24 ore, inclusa la distruzione dello scudo[29].
- Divenuto il sovrano di Asgard ed ereditato il Potere di Odino, Thor si scontra col governo statunitense, con Capitan America e con Iron Man dimostrandosi capace di ammaccare[30] e in seguito distruggere[31] l'indistruttibile scudo, salvo poi ripararlo perfettamente[32].
- Durante la guerra del Serpente questi, col solo ausilio della sua forza sovrumana, riesce a spezzare lo scudo[33] che, successivamente, viene riparato dai nani di Asgard[24].

### Altri scudi
- Durante il periodo in cui Steve Rogers è in stato di animazione sospesa, altri tre uomini hanno vestito i panni di Capitan America (William Naslund, Jeffrey Mace e William Burnside), utilizzando copie in acciaio, e quindi non indistruttibili, del celebre scudo.
- Quando il governo costringe Rogers a rinunciare all'identità di "Capitan America" assegnandola a John Walker[34], Tony Stark costruisce all'amico, ribattezzatosi "Il Capitano", un nuovo scudo realizzato puramente in adamantio, ma le divergenze sorte tra i due durante la "Guerra delle Armature" spingono Cap a restituirlo[35]. In seguito Pantera Nera dona al Capitano uno scudo molto simile al primo ma composto di puro vibranio, che l'eroe cede poi a Walker quando questi diviene "U.S. Agent" restituendogli il titolo di Capitan America[36].
- Per un breve periodo lo scudo di Capitan America viene disperso nell'oceano e l'eroe si serve dunque di uno scudo fotonico al plasma procuratogli da Sharon Carter[37] che tuttavia viene distrutto in uno scontro con Ultron[38] sebbene poi Stark ne realizzi una copia per U.S. Agent nel periodo in cui militano entrambi per Force Works[39].
- Nel momento in cui si mette alla guida dei Vendicatori Segreti, Rogers torna a servirsi di uno scudo d'energia generabile da entrambe le braccia, anche contemporaneamente, e in grado di assumere consistenza solida per venire lanciato contro gli avversari dissolvendosi poco dopo aver colpito il bersaglio[40].
- Capitan Midlands, controparte britannica dell'eroe, si serve di uno scudo circolare dorato col tradizionale stemma inglese del leone e rivestito da una patina di nanominio anti-incantesimi[41].

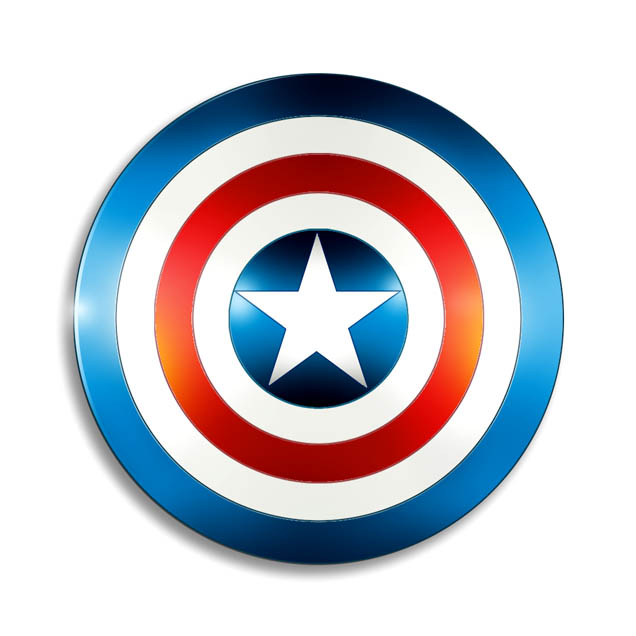
Scudo circolare usato nelle storie pubblicate dal 1941 al 1949
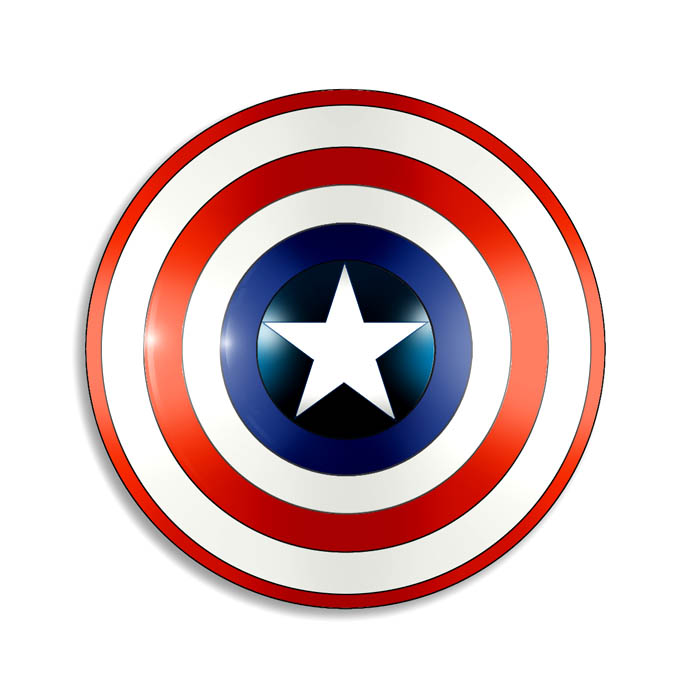
Variante dello scudo apparsa su Avengers n. 4 (marzo 1964)
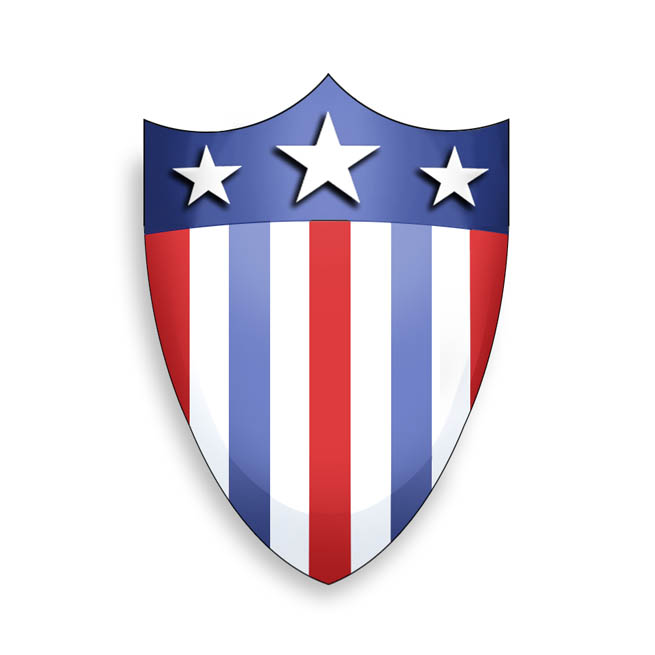
Ret-con dello scudo originale apparso in Avengers n. 71 (dicembre 1969)

## Altre versioni

### Age of Ultron
Nella realtà alternativa di Age of Ultron, lo scudo di Capitan America è stato distrutto da Ultron e le sue schiere di androidi.

### Futuro imperfetto
Nella realtà di Futuro imperfetto, dove una versione deviata di Hulk nota come "Il Maestro" ha conquistato il mondo, Mjolnir è una delle molte reliquie dei Vendicatori custodite dall'anziano Rick Jones. Giunto nella suddetta linea temporale il Gigante di Giada del presente utilizza lo scudo nello scontro finale con la sua controparte malvagia.

### Guardiani della Galassia
Nella linea temporale dei Guardiani della Galassia, lo scudo è brandito da Major Victory.

### Mangaverse
Nel Marvel Mangaverse, Capitan America si serve di uno scudo fotonico mentre le sue guardie del corpo hanno degli scudi d'acciaio.

### Ultimate
Nell'universo Ultimate Capitan America usa uno scudo di puro adamantio, sebbene tale metallo non abbia le stesse proprietà e la stessa resistenza che possiede nell'universo classico e difatti venga distrutto da Gregory Stark usando il martello di Thor, portando Cap a sostituirlo con un altro scudo.

### Vecchio Logan
Nel futuro alternativo di Vecchio Logan, il Teschio Rosso ha organizzato un'alleanza tra tutti i supercriminali della Terra sconfigge qualunque supereroe e, dopo aver ucciso Capitan America s'impossessa del suo costume e dello scudo, che mette in una teca come trofeo di guerra da cui, in seguito, Logan lo recupera utilizzandolo per decapitare il Teschio.

### Vendicatori/JLA
Nel crossover Vendicatori/JLA, Capitan America presta il suo indistruttibile scudo a Superman durante l'assalto finale a Krona. L'Uomo D'Acciaio, rimasto impressionato dalla forza dello scudo, chiede se ne esistono altri esemplari ma Thor gli risponde che in nessun universo se ne trova uno uguale.

## Altri media

### Cinema
- Lo scudo compare nel film del 1990 Capitan America.
- La versione Ultimate dello scudo di Capitan America compare nel film d'animazione Ultimate Avengers e nel suo sequel Ultimate Avengers 2. In tale versione tuttavia gli viene consegnato per la prima volta da Nick Fury dopo averlo risvegliato dai decenni di ibernazione.
- In Next Avengers: eroi di domani lo scudo è brandito da James Rogers, figlio di Capitan America e della Vedova Nera.

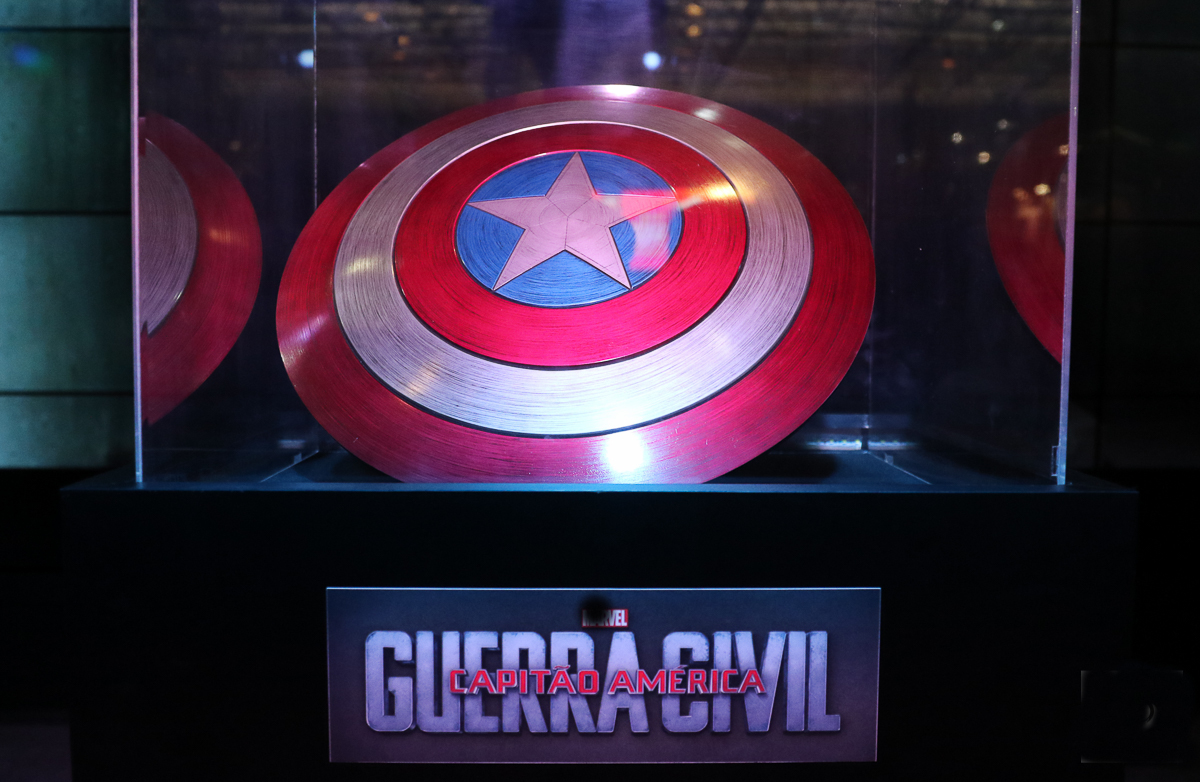
La versione cinematografica dello scudo di Capitan America al Comic Con Experience 2015

- Nel franchise del Marvel Cinematic Universe, lo scudo di Captain America è un elemento ricorrente e, oltre ad essere realizzato puramente in vibranio, il suo creatore è Howard Stark.
  - In Iron Man (2008) nel laboratorio di Tony compare una riproduzione dello scudo.
  - In una scena eliminata de L’incredibile Hulk (2008) il protagonista tenta di suicidarsi sulla cima di un ghiacciaio ma si trasforma provocando una valanga nel corso della quale, per pochi istanti, si intravedono le sagome di Captain America e del suo scudo sepolte nei ghiacci.
  - In Iron Man 2 (2010) Tony usa la replica dello scudo vista in precedenza nel suo laboratorio per sistemare un dislivello nel suo acceleratore di particelle artigianale.
  - In Captain America - Il primo Vendicatore (2011) il protagonista utilizza due versioni dello scudo: una prima rozza versione triangolare decisamente poco resistente ed una seconda di forma circolare virtualmente indistruttibile.
  - In The Avengers (2012) Captain America torna a brandire il suo scudo, rimasto per decenni sepolto nei ghiacci assieme a lui[50].
  - In Iron Man 3 (2013) Trevor Slattery ha tatuato sulla base della nuca lo scudo di Captain America.
  - In Captain America: The Winter Soldier (2014) durante la battaglia finale tra Cap e il Soldato d'Inverno lo scudo sembra finire sul fondo del fiume Potomac ma in seguito viene mostrato a fianco del suo letto mentre si riposa in ospedale.
  - In Avengers: Age of Ultron (2015) le cinghie dello scudo vengono sostituite con elementi magnetici consentendo così a Captain America di controllarlo e riattirarlo ai suoi guanti dopo averlo lanciato.
  - In Captain America: Civil War (2016) in seguito alla battaglia finale con Iron Man in Siberia, Cap abbandona il suo scudo riconoscendosi nelle parole dell'avversario quando lo accusa di non esserne degno.
  - In Avengers: Infinity War durante la battaglia finale Captain America usa una coppia di scudi in Vibranio che gli ha donato T'Challa.
  - In Avengers: Endgame (2019) Tony Stark restituisce a Steve il suo scudo e, dopo che gli Avengers riescono a sconfiggere Thanos e a riportare in vita le persone scomparse, Steve Rogers, ormai vecchio dopo aver vissuto con Peggy Carter, dona lo scudo a Sam Wilson.
- Lo scudo compare nel film animato Iron Man & Captain America: Heroes United.

### Televisione
- Lo scudo affianca Capitan America in ogni serie animata in cui è comparso il personaggioː The Marvel Super Heroes (1966)L'Uomo Ragno e i suoi fantastici amici (1981), L'Uomo Ragno (1982), Insuperabili X-Men (1997), Spider-Man: The Animated Series (1997), I Vendicatori (1999), X-Men: Evolution (2000), Super Hero Squad Show (2009-2011), Black Panther (2010), Avengers - I più potenti eroi della Terra (2010-2013), Ultimate Spider-Man (2012), LEGO Marvel Super Heroes: Maximum Overload (2013), Avengers Assemble (2013-presente), Disk Wars: Avengers (2014-2015), Hulk e gli agenti S.M.A.S.H. (2014) e LEGO Marvel Super Heroes: Avengers Reassembled (2015).
- Nel film TV Captain America e nel suo sequel Captain America II: Death Too Soon, entrambi del 1979, lo scudo è realizzato in plexiglas trasparente ad eccezione dei cerchi rossi concentrici e della stella blu centrale, inoltre fa da parabrezza per la moto del protagonista.
- Dal 12 marzo 2007, in seguito all'impatto mediatico della morte di Capitan America, nello studio del programma televisivo statunitense The Colbert Report di Stephen Colbert è esposta una copia dello scudo del personaggio[51] che, dopo la fine del programma viene spostato nel set del successivo talk show del conduttore The Late Show with Stephen Colbert.
- Nella serie televisiva Agents of S.H.I.E.L.D., trasmessa dal 2013 dalla ABC e ambientata nel Marvel Cinematic Universe, uno degli optional della mano robotica di Coulson è lo scudo d'energia[52].
- Nella serie The Falcon and The Winter Soldier (2021) trasmessa da Disney+ e ambientata nel Marvel Cinematic Universe subito dopo Avengers: Endgame, lo scudo viene donato da Sam Wilson allo Smithsonian Institution di Washington, successivamente il governo americano lo darà a John Walker, un ufficiale della US Navy, che sarà investito del titolo di nuovo Captain America, successivamente rinominato U.S. Agent; lo scudo ritornerà infine nelle mani di Sam che diventerà il nuovo Captain America[53].

### Videogiochi
Lo scudo compare in tutti i videogiochi in cui è presente Capitan America:
- Captain America in: The Doom Tube of Dr. Megalomann (1987)
- The Amazing Spider-Man and Captain America in Dr. Doom's Revenge! (1989)
- Captain America and The Avengers (1991)
- The Amazing Spider-Man 2 (1992)
- Spider-Man and Venom: Maximum Carnage (1994)
- Venom/Spider-Man: Separation Anxiety (1995)
- Avengers in Galactic Storm (1995)
- Marvel Super Heroes (1995)
- Marvel Super Heroes in War of the Gems (1996)
- Marvel Super Heroes vs. Street Fighter (1997)
- Marvel vs. Capcom: Clash of Super Heroes (1998)
- Marvel vs. Capcom 2: New Age of Heroes (2000)
- Spider-Man (2000)
- Spider-Man 2: Enter Electro (2001)
- Marvel Nemesis: L'Ascesa degli Esseri Imperfetti (2005)
- Spider-Man: Battle for New York (2006)
- Marvel: La Grande Alleanza (2006)
- Marvel: La Grande Alleanza 2 (2009)
- Marvel Super Hero Squad (2009)
- Marvel vs. Capcom 3: Fate of Two Worlds (2011)
- Captain America: Il super soldato (2011)
- LittleBigPlanet (2011)
- Spider-Man: Edge of Time (2011)
- Marvel Super Hero Squad Online (2011)
- Marvel Super Hero Squad: Comic Combat (2011)
- Marvel Avengers: Battle for Earth (2012)
- Avengers Initiative (2012)
- Marvel vs. Capcom Origins (2012)
- Marvel: Avengers Alliance (2012)
- The Amazing Spider-Man (2012)
- Marvel Heroes (2013)
- LEGO Marvel Super Heroes (2013)
- Marvel Super Heroes 3D: Grandmaster's Challenge (2013)
- Marvel Puzzle Quest (2013)
- Captain America: The Winter Soldier - The Official Game (2014)
- Marvel: Avengers Alliance Tactics (2014)
- Disney Infinity: Marvel Super Heroes (2014)
- Marvel: Sfida dei campioni (2014)
- Disney Infinity 2.0: Marvel Super Heroes (2014)
- Disney Infinity 3.0 (2015)
- Marvel Future Fight (2015)
- Marvel Mighty Heroes (2015)
- MARVEL World of Heroes (2016)
- Marvel: Avengers Alliance 2 (2016)
- Marvel Avengers Academy (2016)
- LEGO Marvel's Avengers (2016)
- LEGO Marvel Super Heroes 2 (2017)
- Marvel vs. Capcom: Infinite (2017)
- Marvel Strike Force (2018)
- MARVEL Super War (2019)
- Marvel: La Grande Alleanza 3: L'Ordine Nero (2019)
- Marvel's Avengers (2020)
- Marvel Duel (2020)
- Marvel Future Revolution (2021)
- LEGO Duplo Marvel (2021)
- Marvel's Midnight Suns (2022)
- Marvel Rivals (2024)